# Военно-морские силы Иордании
Военно-морские силы Иордании (араб. القوة البحرية والزوارق الملكية الأردنية‎) — один из видов вооружённых сил Королевства Иордания. Имеют 13 патрульных катеров (в т.ч. al-Hashim - на Мёртвом море). 
Военно-морские базы находятся в порту Акаба и Hingat al-Ramat.

## Боевой состав
| Тип                                      | Бортовой номер    | Наименование           | В составе флота   | Состояние         | Примечания |
| Патрульные катера                        | Патрульные катера | Патрульные катера      | Патрульные катера | Патрульные катера | Патрульные катера |
| ---------------------------------------- | ----------------- | ---------------------- | ----------------- | ----------------- | --- |
| Патрульный катер типа al-Hussein         | 101               | al-Hussein             | сентябрь 1991     | в строю           | Водоизмещение 124 тонны; длина 30,5м; вооружение: 2х30мм АУ, 1х20мм АУ, 2х12,7мм пулемёта                                                                                   |
| Патрульный катер типа al-Hussein         | 102               | al-Hassan              | сентябрь 1991     | в строю           | То же |
| Патрульный катер типа al-Hussein         | 103               | King Abdullah          | сентябрь 1991     | в строю           | То же |
| Патрульный катер типа Al Hashim (Rotork) | -                 | Hashim                 | нет данных        | в строю           | Водоизмещение 9 тонн; размерения 12,7 × 3,2 × 0,9 м; вооружение 1х12,7мм пулемёт. Закуплены в конце 1990-х для патрулирования Мертвого моря; с 2000 года переведены в Акабу |
| Патрульный катер типа Al Hashim (Rotork) | -                 | Faisal                 | нет данных        | в строю           | То же |
| Патрульный катер типа Al Hashim (Rotork) | -                 | Hamza                  | нет данных        | в строю           | То же |
| Патрульный катер типа Faysal             | -                 | Faysal                 | 1974              | в строю           | Водоизмещение 8 тонн; длина 11,6м; вооружение 1х12,7мм пулемёт. В строю, замена не планируется                                                                              |
| Патрульный катер типа Faysal             | -                 | Hussein (бывш. Han)    | 1974              | в строю           | То же |
| Патрульный катер типа Faysal             | -                 | Hassan (бывш. Hasayou) | 1974              | в строю           | То же |
| Патрульный катер типа Faysal             | -                 | Muhammed               | 1974              | в строю           | То же |
| Патрульный катер типа Abdullah           | нет данных        | нет данных             | нет данных        | в строю           | длина 5,1 м. Используются водолазным отрядом |
| Патрульный катер типа Abdullah           | нет данных        | нет данных             | нет данных        | в строю           | То же |
| Патрульный катер типа Abdullah           | нет данных        | нет данных             | нет данных        | в строю           | То же |
| Патрульный катер типа Abdullah           | нет данных        | нет данных             | нет данных        | в строю           | То же |

Помимо перечисленных, имеются четыре 3,5-метровых стеклопластиковых водолазных бота